# Hippeus (Strategos)
Hippeus (altgriechisch Ἱππεύς) war ein Strategos aus Samos, der am Peloponnesischen Krieg beteiligt war.
Er befehligte in der Schlacht bei den Arginusen 406 v. Chr. die zehn samischen Schiffe, die an der Seite der Athener Flotte gegen Sparta und seine Verbündeten kämpften. In der Darstellung Xenophons befanden sich seine Schiffe im Zentrum der ersten Reihe der Flotte, zwischen den Schiffen der athenischen Strategoi Aristokrates als linker Flügel und Diomedon als rechter Flügel. Hippeus' Schiffe wurden in einer Linie aufgestellt, um der spartanischen Flotte den Durchbruch zu erschweren.